# Rodrigo Luis de Borja y de Castre-Pinós
Rodrigo Luis de Borja y de Castre-Pinós (Gandía, 1524 - ibid., 6 de agosto de 1537) fue creado cardenal en 1536.

## Biografía
Nacido en el seno de la Casa de Borja, fue el segundo de los doce hijos de Juan de Borja y Enríquez, III duque de Gandía y de su segunda mujer Francisca de Castro y de Pinós. Era hermanastro de San Francisco de Borja, que llegaría a ser general de la Compañía de Jesús, hermano de Enrique de Borja y Aragón, que sería cardenal en 1540, y bisnieto del papa Alejandro VI.
Educado bajo la tutela de Francisco Decio y Bernardo Pérez de Chinchón, con seis años de edad su padre le cedió la baronía de Navarrés, y con nueve ingresó en la Orden de Santiago.  Cuando tenía doce, el papa Paulo III le creó cardenal diácono en el consistorio del 22 de diciembre de 1536, y en enero del año siguiente le concedió el título de S. Nicola in Carcere,  pero Rodrigo falleció pocos meses después, antes de serle impuesto el capelo.  Fue sepultado en la Colegiata de Santa María de Gandía. 